# Помазаны
Помазаны (укр. Помазани) — село в Килийской городской общине Измаильского района Одесской области Украины.
Население по переписи 2001 года составляло 108 человек. Почтовый индекс — 68333. Телефонный код — 4843. Занимает площадь 0,18 км². Код КОАТУУ — 5122385902.

## Население и национальный состав
По данным переписи населения Украины 2001 года распределение населения по национальному составу было следующим (в % от общей численности населения):
По Шевченковскому сельскому совету: общее количество жителей — 5747 чел., из них украинцев — 4868 чел. (84,71 %); русские — 575 чел. (10,01 %); молдаване — 122 чел. (2,12 %); болгар — 67 чел. (1,17 %); гагаузов — 53 чел. (0,92 %); другие — 62 чел (1,07 %).
По селу Шевченково: общее количество жителей — 5639 чел., из них украинцев — 4784 чел. (84,84 %); русские — 558 чел. (9,90 %); молдаване — 119 чел. (2,10 %); болгар — 63 чел. (1,12 %); гагаузов — 53 чел. (0,94 %); другие — 62 чел (1,10 %).
По селу Помазаны: общее количество жителей — 108 чел., из них украинцев — 84 чел. (77,78 %); русские — 17 чел. (15,74 %); молдаване — 3 чел. (2,78 %); болгар — 4 чел. (3,70 %).
По данным переписи населения Украины 2001 года распределение населения по родному языку было следующим (в % от общей численности населения):
По Шевченковскому сельскому совету: украинский — 96,35 %; русский — 1,74 %; белорусский — 0,03 %; болгарский — 0,40 %; армянский — 0,02 %; гагаузский — 0,03 %; молдавский — 0,99 %; цыганский — 0,24 %.
По селу Шевченково: украинский −96,85 %; русский — 1,51 %; белорусский — 0,04 %; болгарский — 0,39 %; армянский — 0,02 %; гагаузский — 0,40 %; молдавский — 0,73 %; цыганский — 0,25 %.
По селу Помазаны: украинский — 70,37 %; русский — 13,89 %; болгарский — 0,93 %; молдавский — 14,81 %.